# Рыбалова, Дарья Владимировна
 Дарья Владимировна Рыбалова (род. 19 августа 1988 года, г.Усть-Каменогорск) — казахстанская фристайлистка.

## Биография
Д. В. Рыбалова родилась в 1988 году в Усть-Каменогорске, где и начала заниматься фристайлом.
На международных соревнованиях выступает с 2005 года, когда на этапе Кубка Европы на Красном Озере близ Санкт-Петербурга становится 13-й в могуле и 11-й — в параллельном могуле. А на чемпионате мира в Руке (Финляндия) становится 25-й в могуле и 17-й — в параллельном могуле.
На Олимпиаде-2006 в Турине Дарья лишь 25-я.
На чемпионате мира в Мадонна-ди-Кампильо (Италия) Дарья становится 24-й в могуле и 20-й — в параллельном могуле.
На юниорском чемпионате мира в шведском Айроло Дарья становится 10-й в могуле и 14-й — в параллельном могуле.
Следующий сезон не принес Дарье наград. На чемпионате мира в японском Инавасиро она была лишь 13-я в могуле и 16-я — в параллельном могуле.
Таким же неудачным был и следующий сезон, когда она приняла участие в Олимпиаде-2010 в Ванкувере и показала лишь 14-й результат.
В 2011 году Дарья становится чемпионом Универсиады в Эрзуруме. Через несколько недель в мурманском предместье Полярные Зори Дарья завоевывает золото в могуле и параллельном могуле на этапе Кубка мира.
Зима 2011-12 не приносит медалей Дарье, несмотря на участие в нескольких этапах Кубка мира.